# Berďansk
Berďansk (ukrajinsky Бердянськ, rusky Бердянск) je přístavní město ležící v Záporožské oblasti Ukrajiny na pobřeží Azovského moře. V roce 2022 zde žilo cca 106 000 obyvatel.

## Historie
Město bylo založeno na místě rybářské osady Kutur-Ogly roku 1827 a dostalo název Berdy. V roce 1835 získalo městská práva a v roce 1841 bylo přejmenováno na Berďansk. 3. září 1838 byl otevřen maják při vstupu do zátoky, dosud je nejstarší stavbou ve městě. Během druhé poloviny město bohatlo z námořního obchodu a vybudovalo na svou dobu moderní veřejnou architekturu chrámů (které byly za sovětské éry likvidovány) i ostatních staveb, od konce 19. století také lázeňských, z nichž byla až do roku 2022 velká část dochována.
Do roku 1938 se město jmenovalo Novo-Nogajsk, v letech 1939–1958 bylo přejmenováno na Osipenko na památku válečné pilotky Poliny Denisovny Osipenkové, která se zde narodila. Od 7. října 1941 do 17. září 1943 město okupovali němečtí nacisté, kteří zlikvidovali zdejší početnou židovskou komunitu. V letech 1919–1990 bylo město součástí Ukrajinské Sovětské socialistické republiky. Od roku 1991 se stalo městem svobodné republiky Ukrajina.

## Poloha a doprava

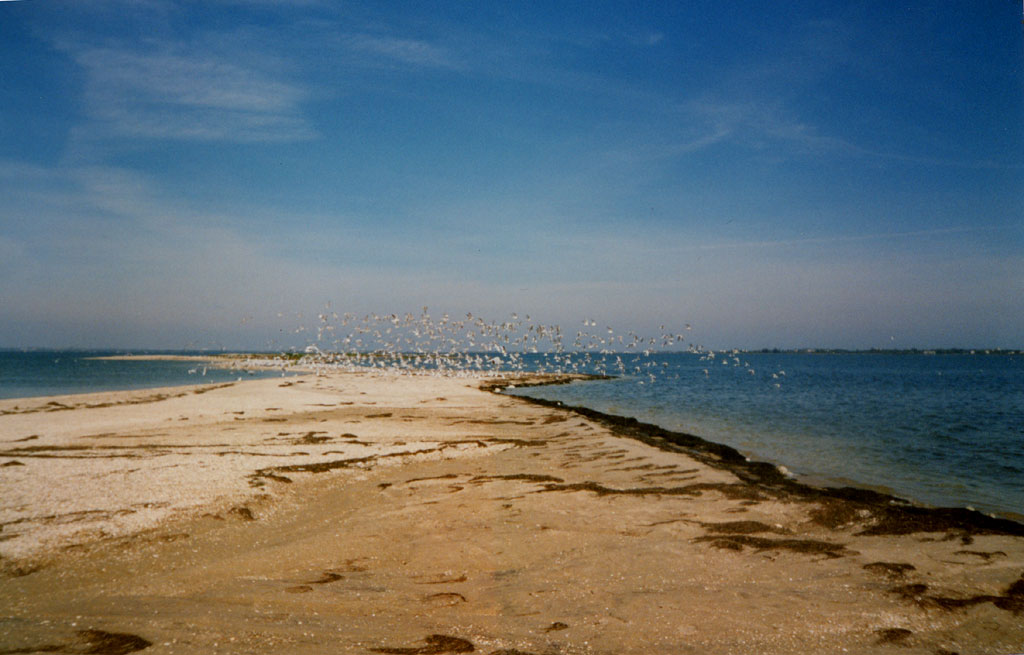
Berďanská kosa

Město leží na silnici Oděsa – Cherson – Rostov na Donu, 72 km od Mariupolu. Jediná železnice vede směrem na Záporoží. Od města vybíhá do moře několikakilometrová písečná kosa. Nacházejí se zde klimatické a bahenní lázně a pláže.

## Ruská invaze 2022
Dne 27. února 2022 byl Berďansk obsazen ruskou armádou po bitvě o Berďansk během jihoukrajinské ofenzivy ruské invaze na Ukrajinu v roce 2022. V reakci na to část místního obyvatelstva protestovala proti okupaci za zpěvu národní hymny. Dne 24. března 2022 byla v přístavu Berďansk potopena ukrajinským útokem vyloďovací loď ruského námořnictva třídy Aligator Saratov.

## Památky
- maják

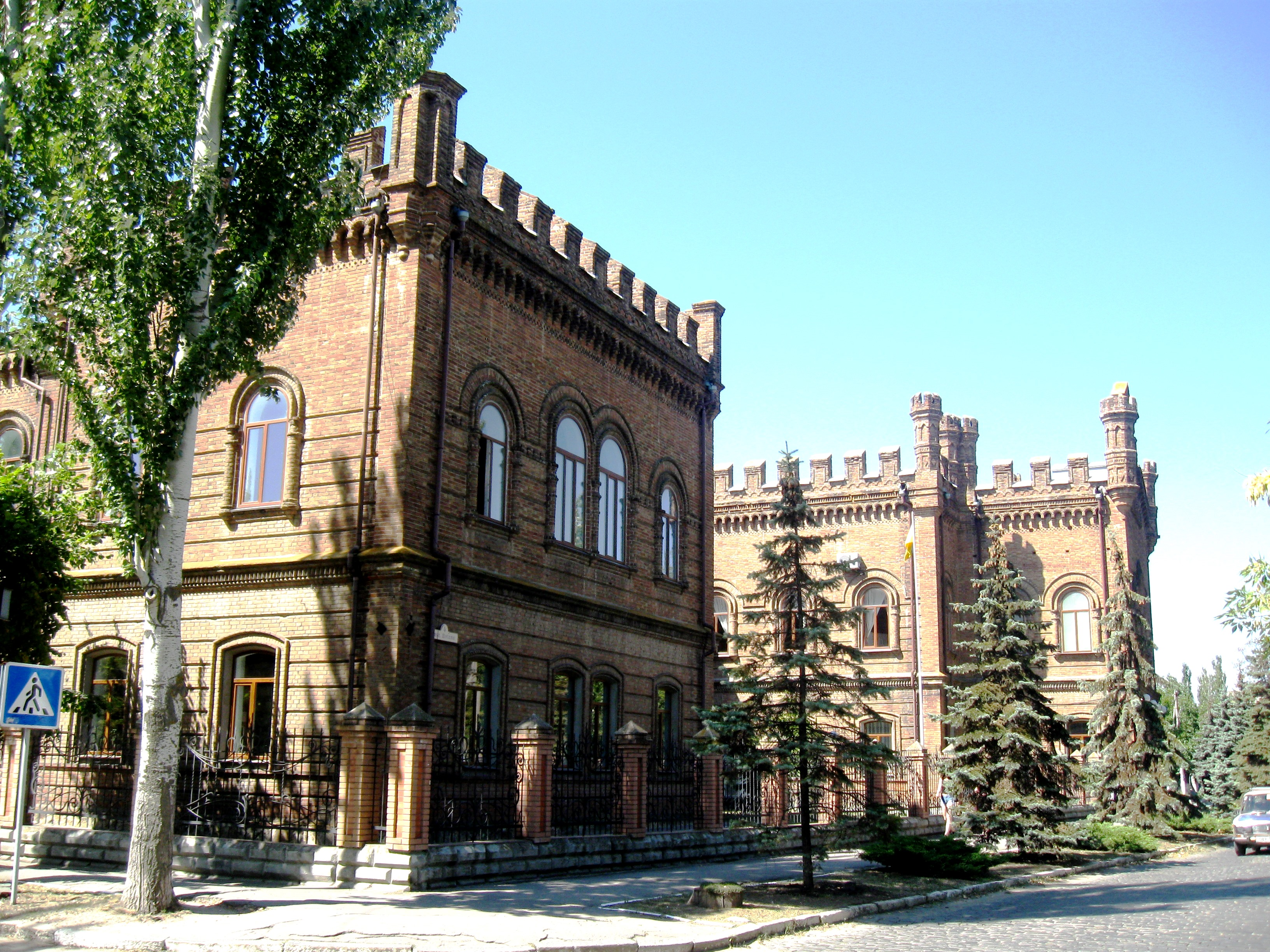
Budova klasického gymnázia

- novogotická budova klasického gymnázia (1905)
- Sluneční hodiny
- Sochy:
  - památník Ostapa Bendera a Balaganova
  - instalatér
  - ropucha

## Osobnosti
- Olga Kurylenko (* 1979), modelka a herečka
- Jevhen Maloljetka (* 1987), novinář a fotograf

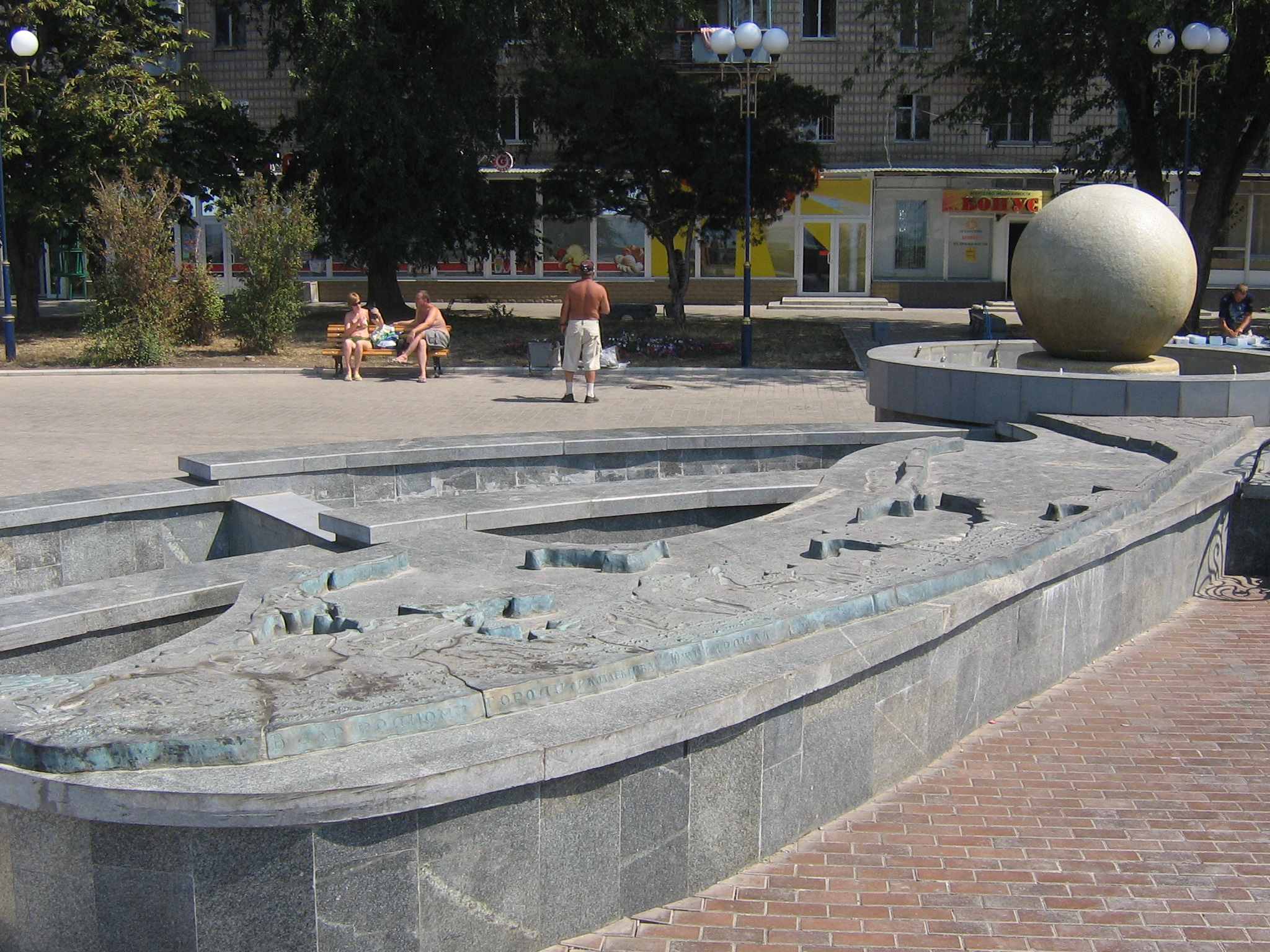
Model berďanské kosy